# Hadi Özdemir
Hadi Özdemir (Sivas, 11 ottobre 1983) è un cestista turco.

## Palmarès
- FIBA Europe Cup: 1

Bahçeşehir: 2021-22